# Cala Varques
Cala Varques, és una de les cales naturals més verges de Mallorca, d'una longitud de 90 metres i 60 d'amplada, situada al terme municipal de Manacor, al sud-est de l'illa de Mallorca i al sud de cala Falcó, entre la carretera de Porto Cristo i Portocolom. L'accés es fa a través d'una pista que surt de la carretera de Portocristo a Cales de Mallorca al quilòmetre 9,2. Al cap d'uns de 150 metres malgrat l'escassa senyalització, s'arriba a una reixa on s'ha de deixar el cotxe, i continuar a peu, durant uns 15-20 minuts, per un camí que creua el pinar i finalment arriba a la cala tot resseguint un petit torrent.

## Característiques
És una platja d'aigües cristal·lines, que es compon d'arena blanca i envoltada de pinar, on hi ha diverses coves i galeries subaquàtiques molt apreciades pels espeleòlegs, d'un total de més de 500 metres de recorregut, on es poden desenvolupar diverses activitats de lleure, com per exemple busseig, psicobloc,... Dins de les coves, com poden ser la Cova des Pont, la Cova des Xot i la Cova des Pirata, s'hi poden trobar camins i escales, ja que fa uns anys (aproximadament el 1987), eren habilitades per l'explotació turística. A dins s'hi poden trobar estalactites i estalagmites rompudes que la gent s'emporta.
La cala també és molt coneguda perquè fa uns anys era visitada per vaques d'una granja propera. Això despertava un gran interès i curiositat per part dels vianants, en canvi, per part d'altres es creaven queixes i polèmiques, ja que es deia que els mateixos veïns eren els qui amollaven les vaques, per evitar la visita massiva dels turistes.

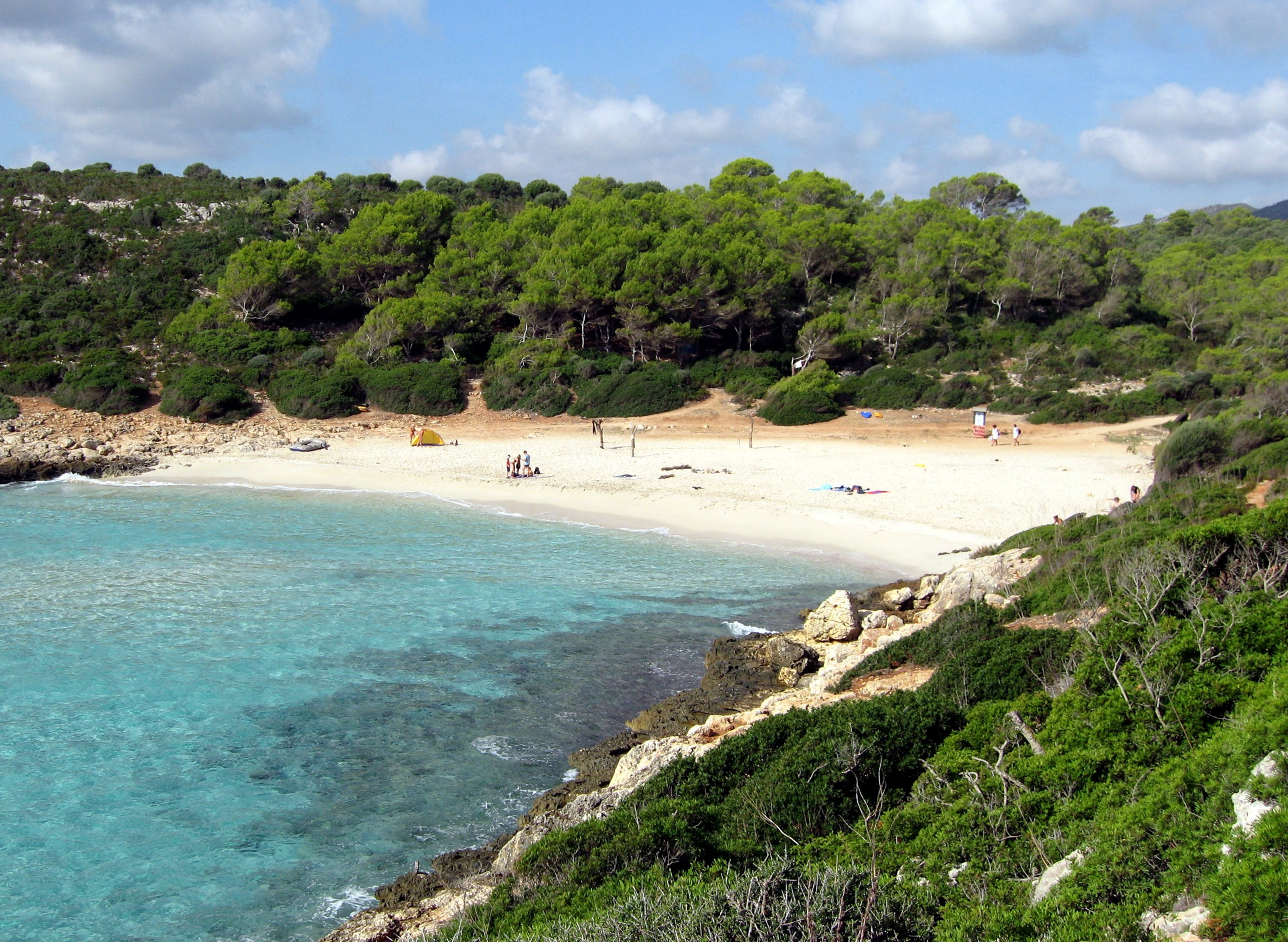
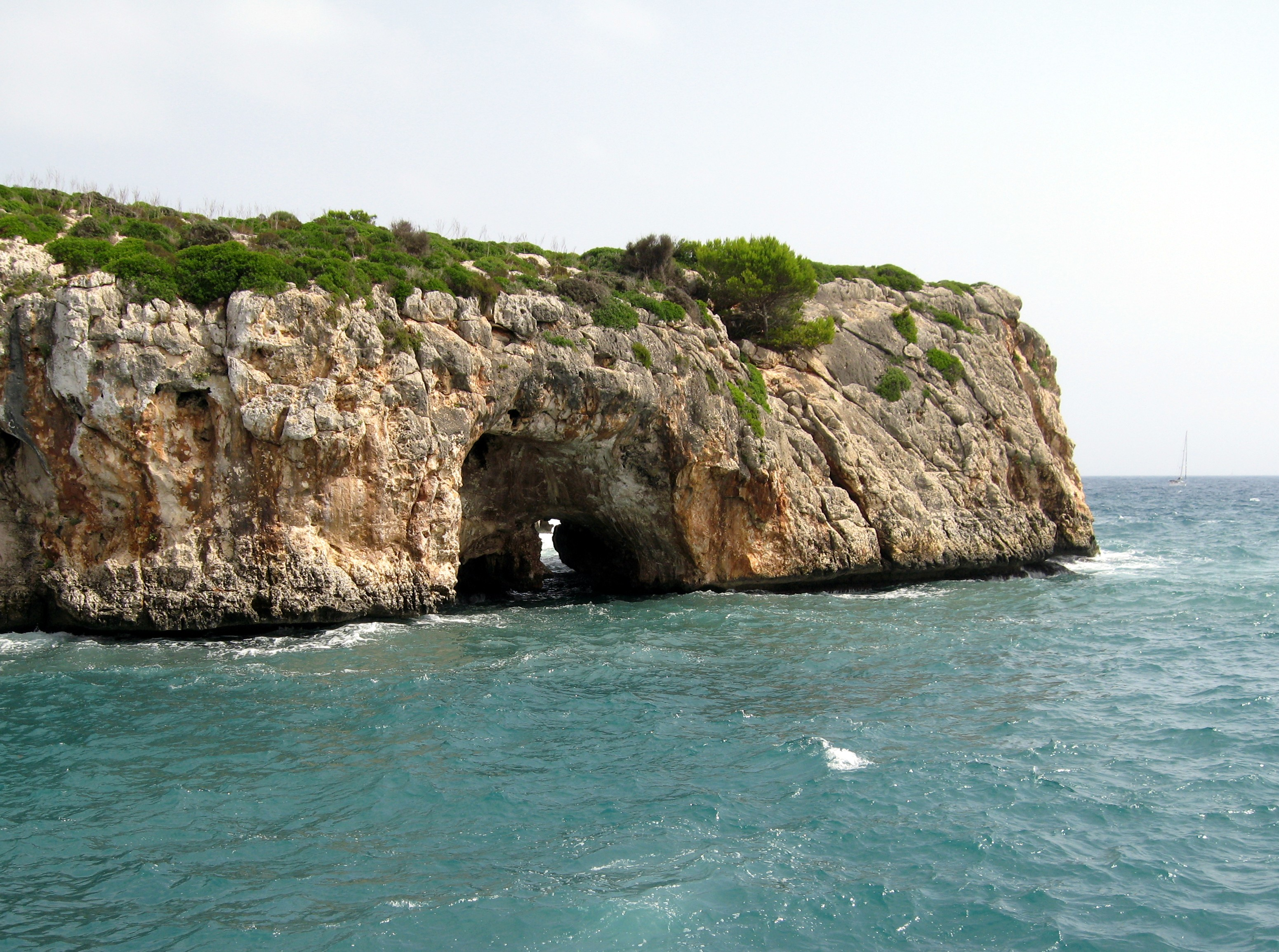
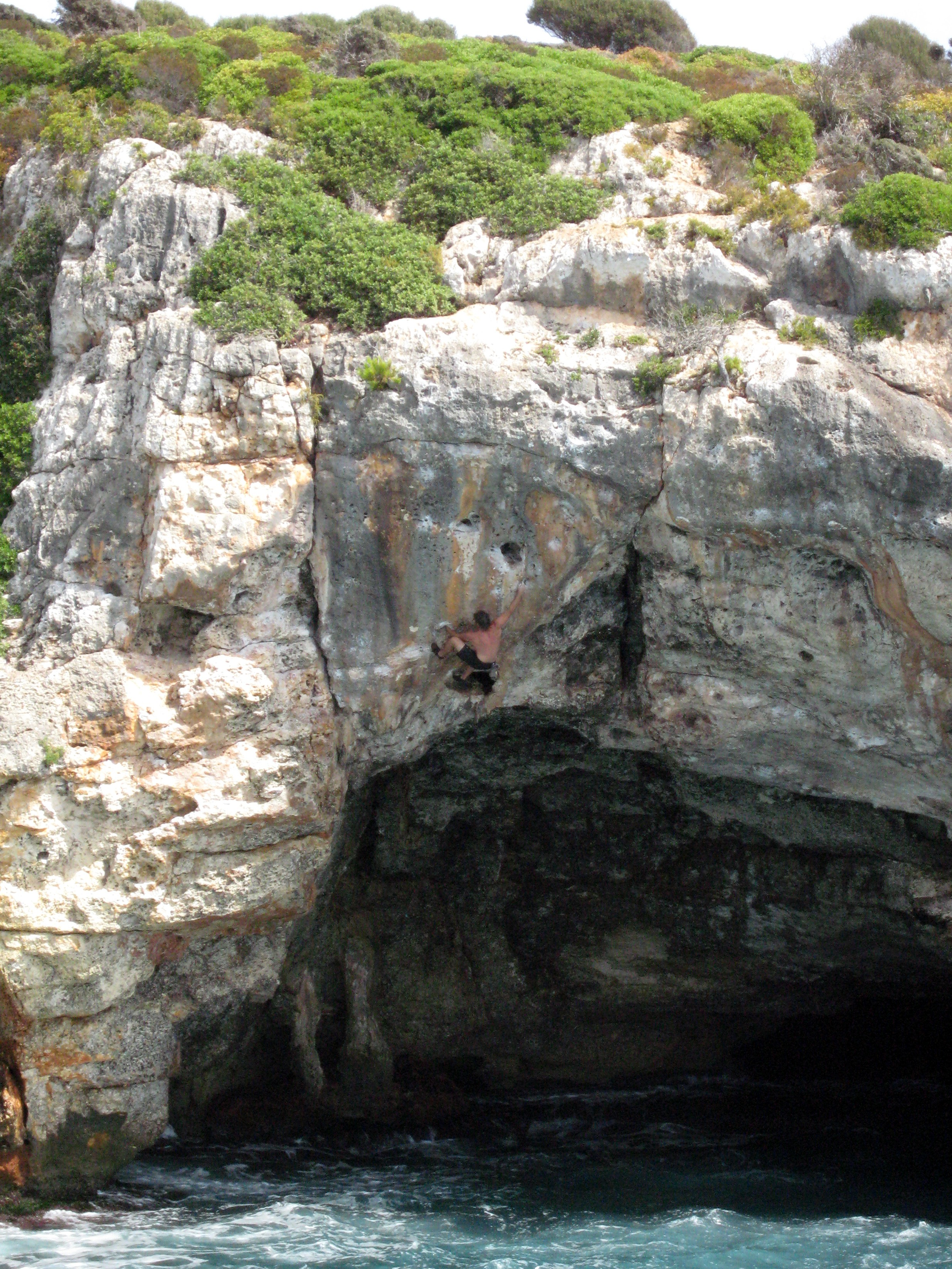

| Accessos                      | A peu, amb cotxe o amb vaixell |
| Longitud                      | 90 metres                      |
| Amplada                       | 60 metres                      |
| Accessos senyalitzats         | No                             |
| Banys, dutxes...              | No                             |
| Lloguer sombrilles i gandules | No                             |
| Zones de busseig              | Sí                             |
| Zones d'escalada o psicobloc  | Sí                             |
| Nudisme                       | Permès                         |